# Llista de missions diplomàtiques d'Angola

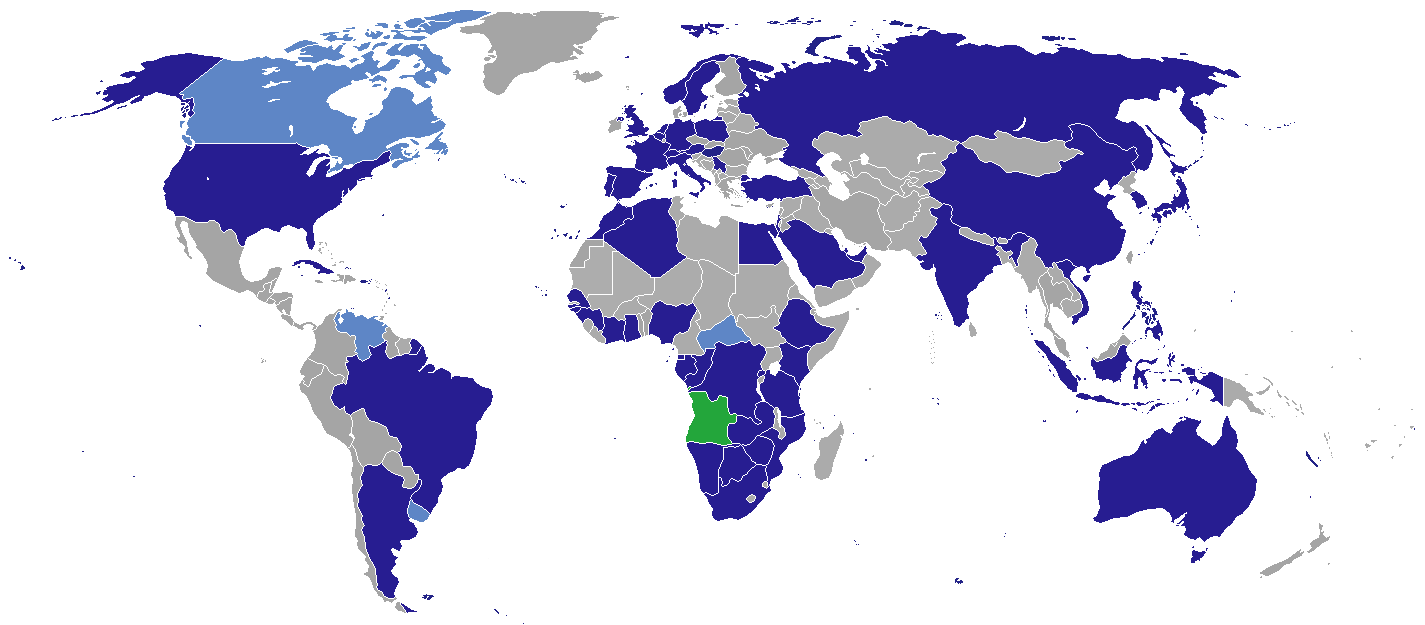
Mapa de les missions diplomàtiques angoleses

Aquesta és una llista de missions diplomàtiques d'Angola, exclosos consolats honoraris. Angola ha estat el segon país després de Portugal en obrir un consolat a Macau després que l'enclavament fou incorporat a la República Popular de la Xina; Macau, com Angola, té llegat portuguès. Angola té un total de 58 ambaixades i 11 consolats generals.

## Àfrica
- Algèria
  - Alger (Ambaixada)
- Botswana
  - Gaborone (Ambaixada)
- Cap Verd
  - Praia (Ambaixada)
- Rep. del Congo
  - Brazzaville (Ambaixada)
- Costa d'Ivori
  - Abidjan (Ambaixada)

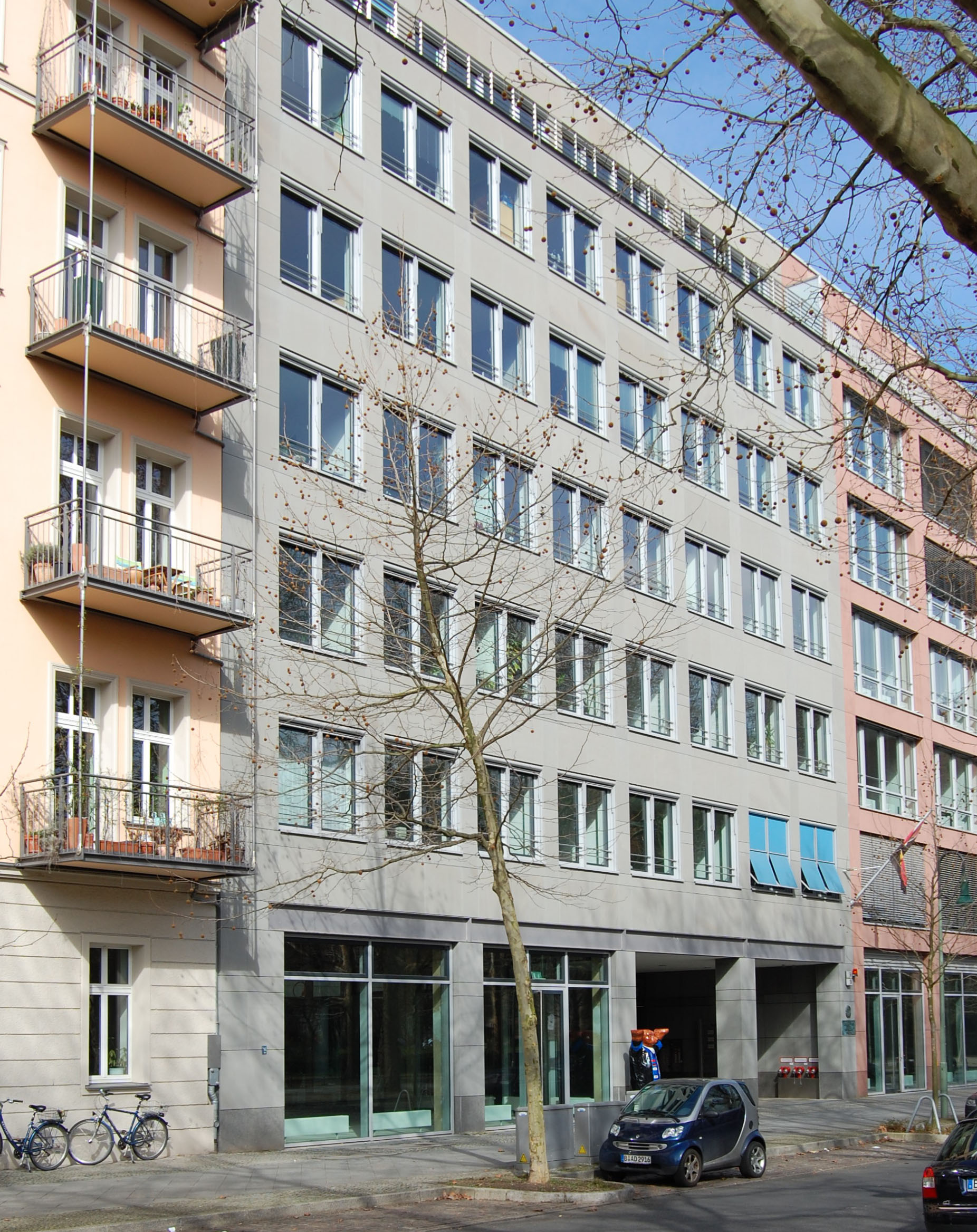
Ambaixada d'Angola a Berlín

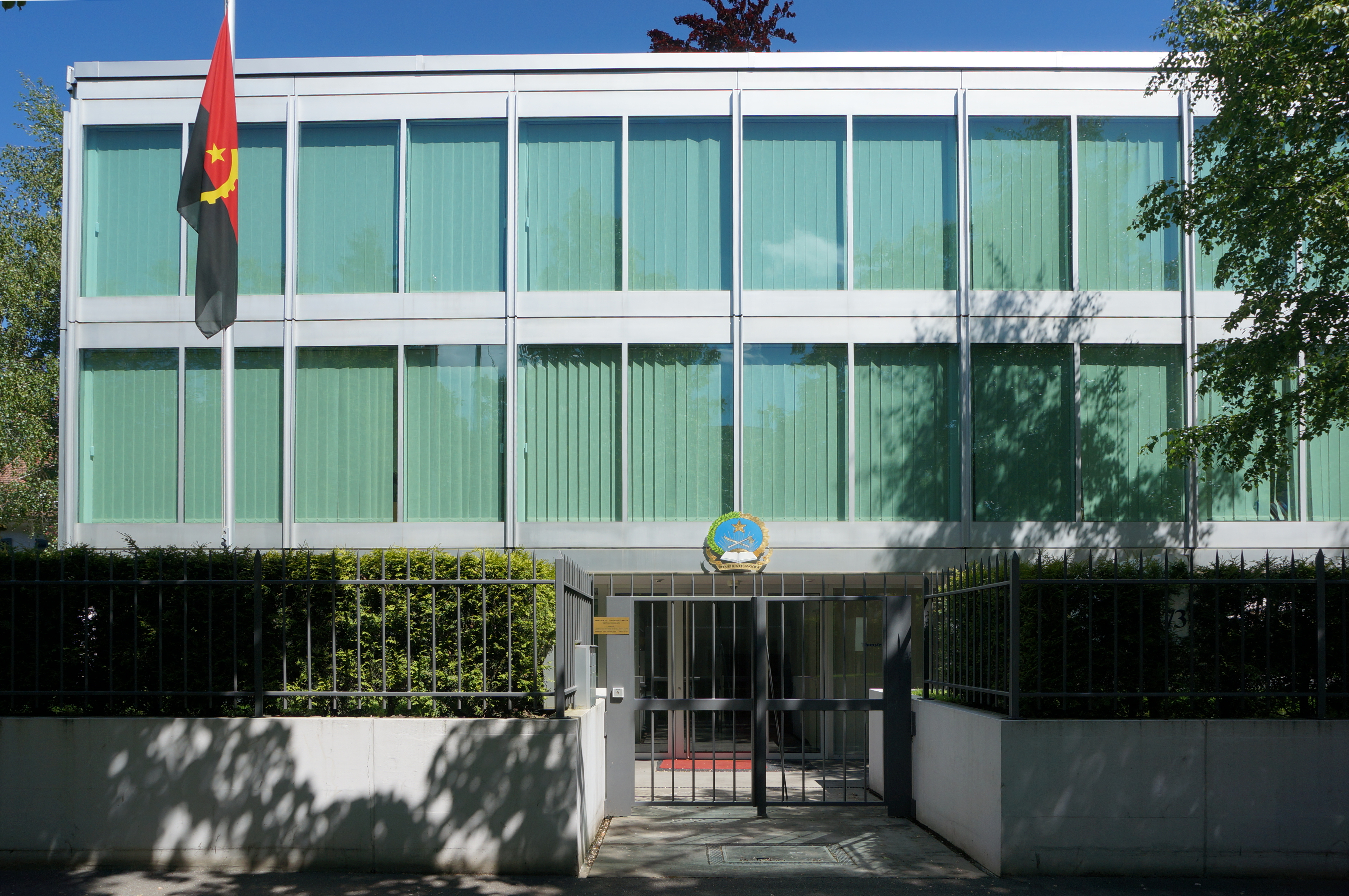
Ambaixada d'Angola a Berna

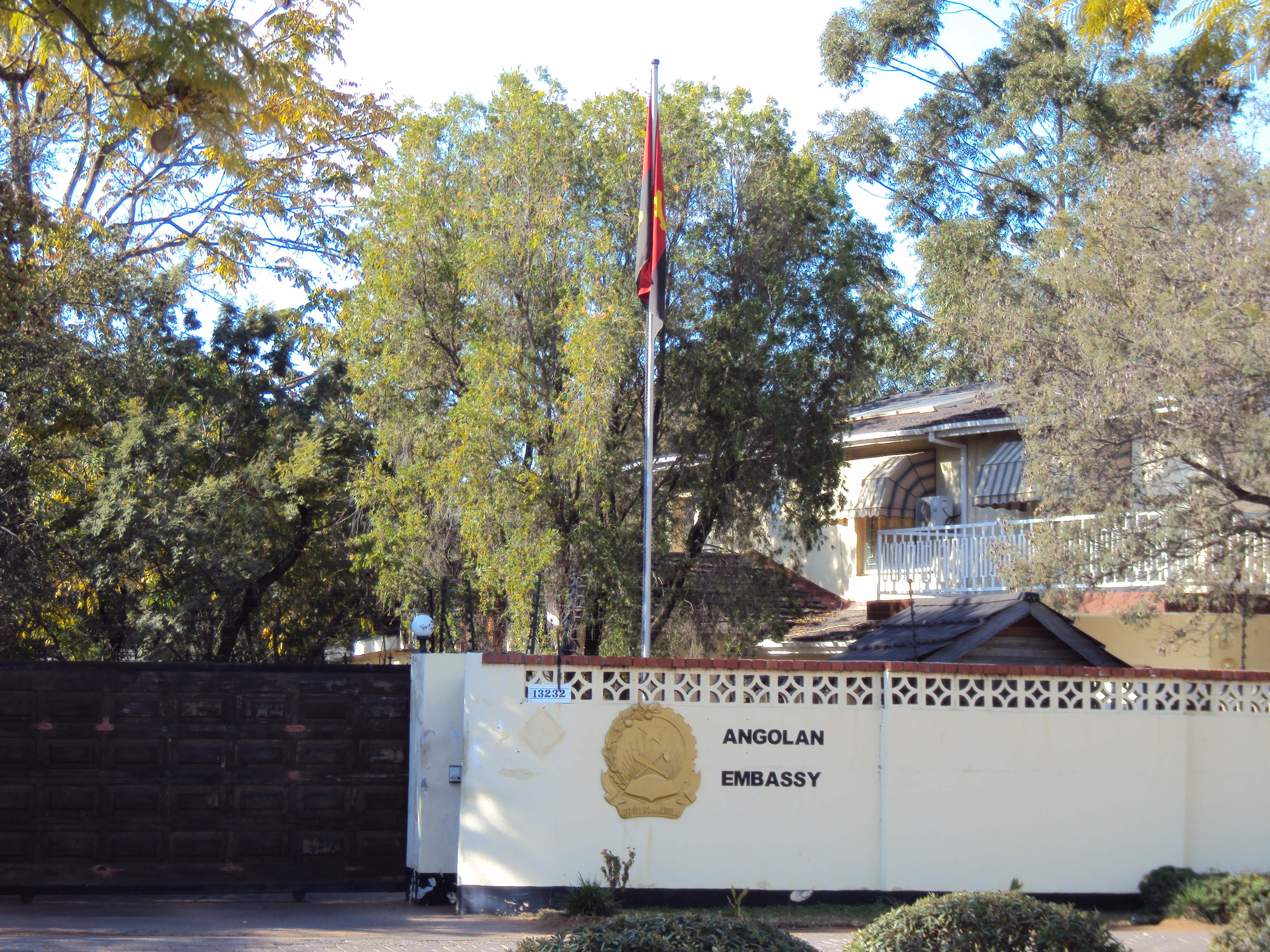
Ambaixada d'Angola a Gaborone

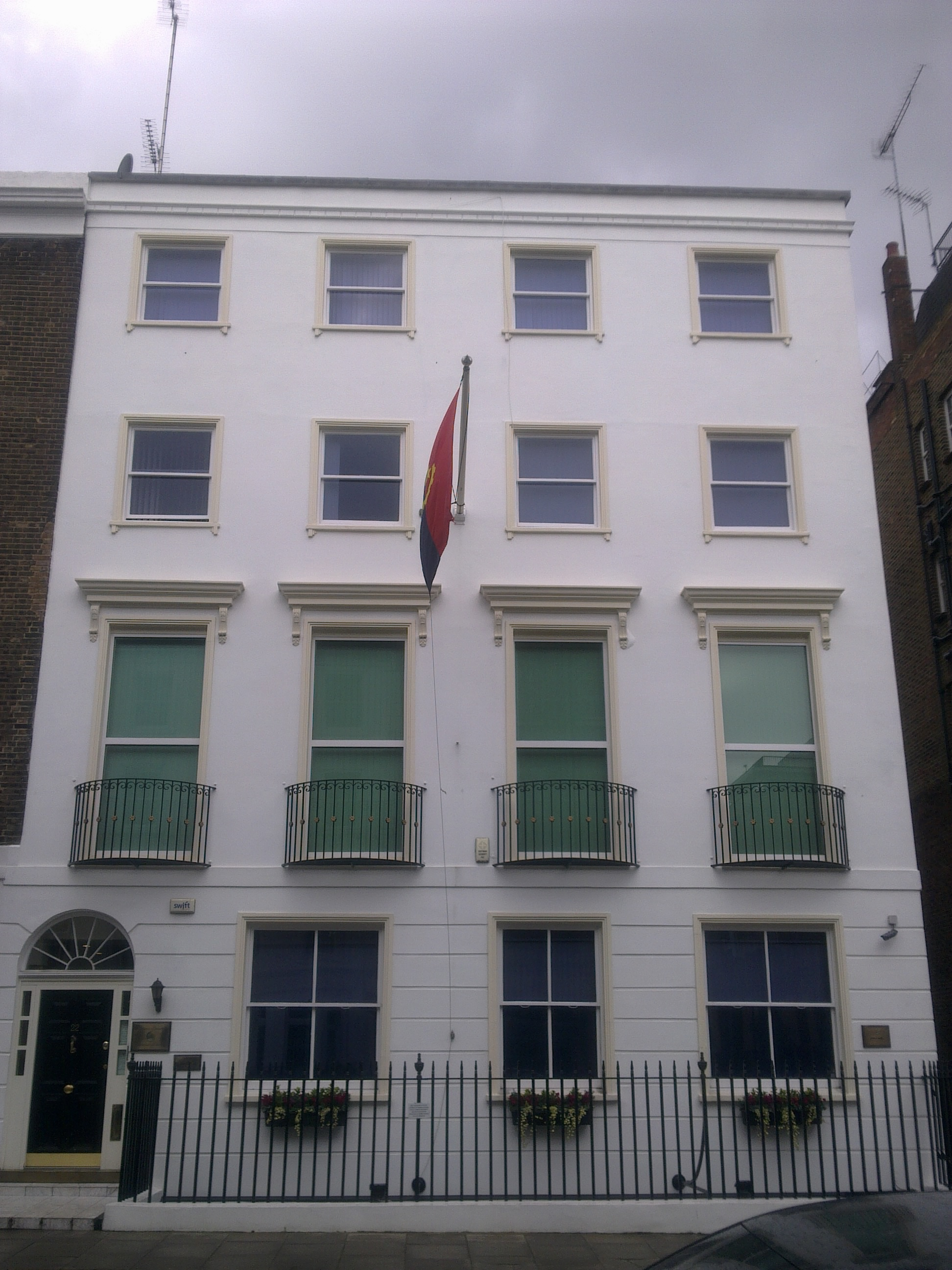
Ambaixada d'Angola a Londres

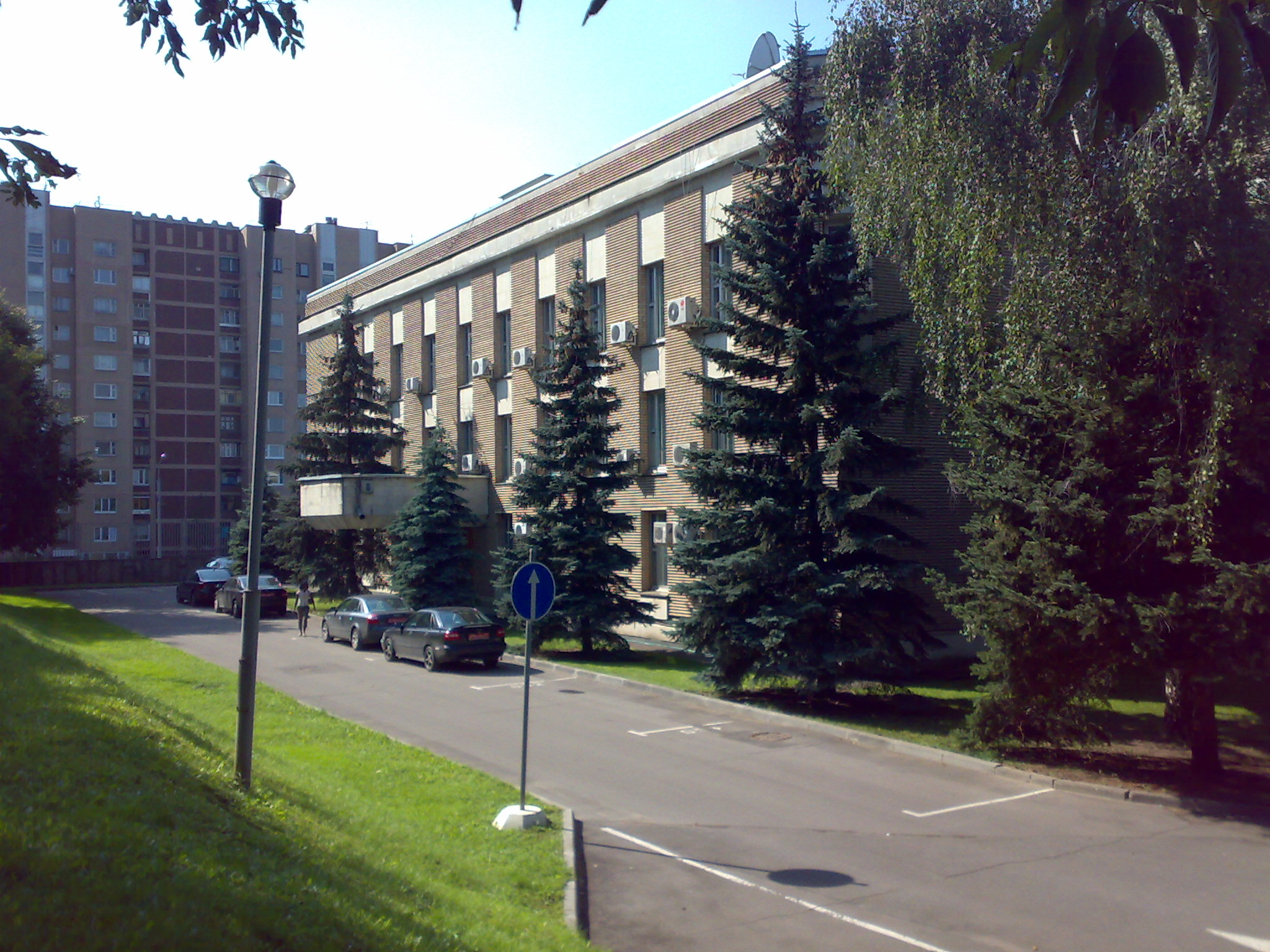
Ambaixada d'Angola a Moscou

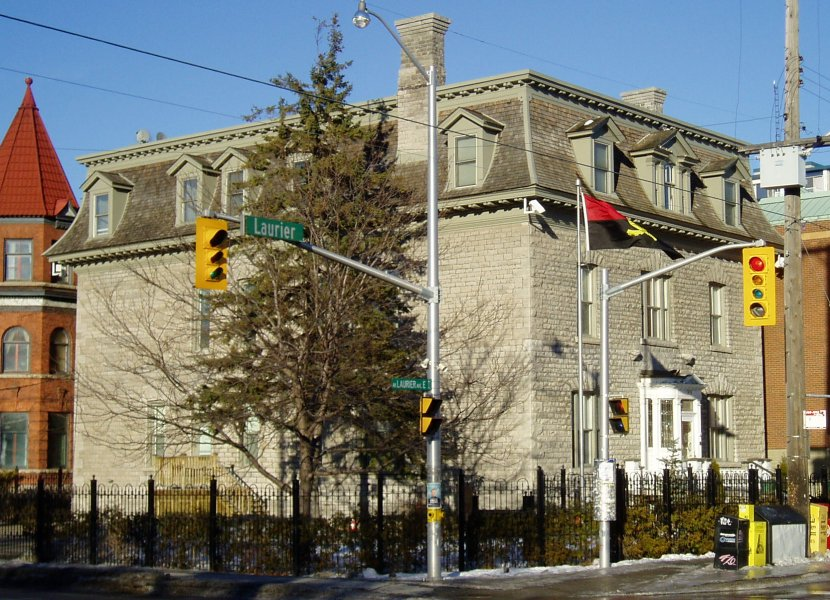
Ambaixada d'Angola a Ottawa

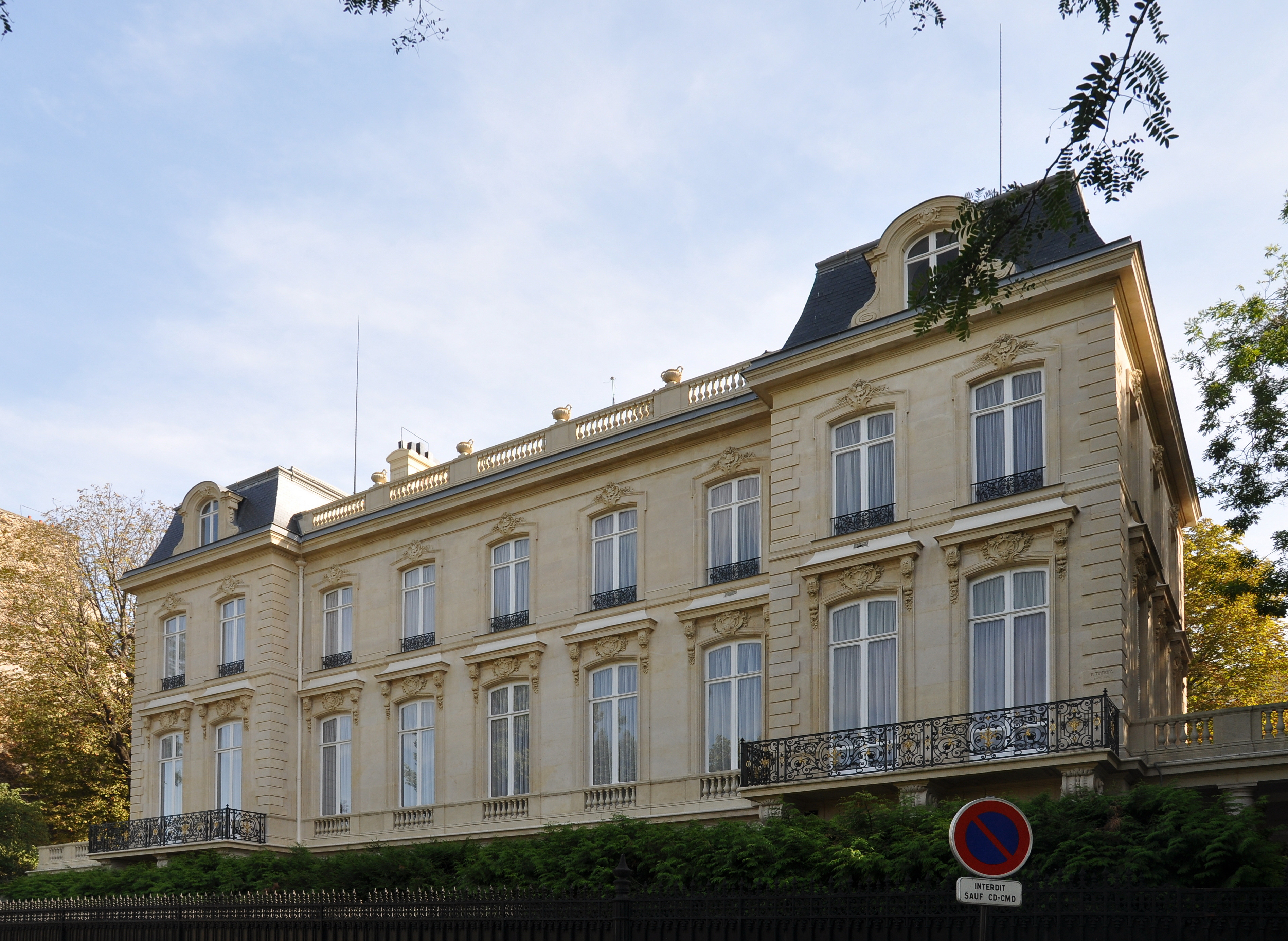
Ambaixada d'Angola a París

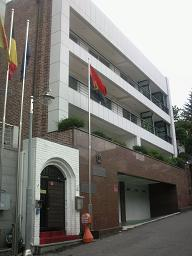
Ambaixada d'Angola a Seül

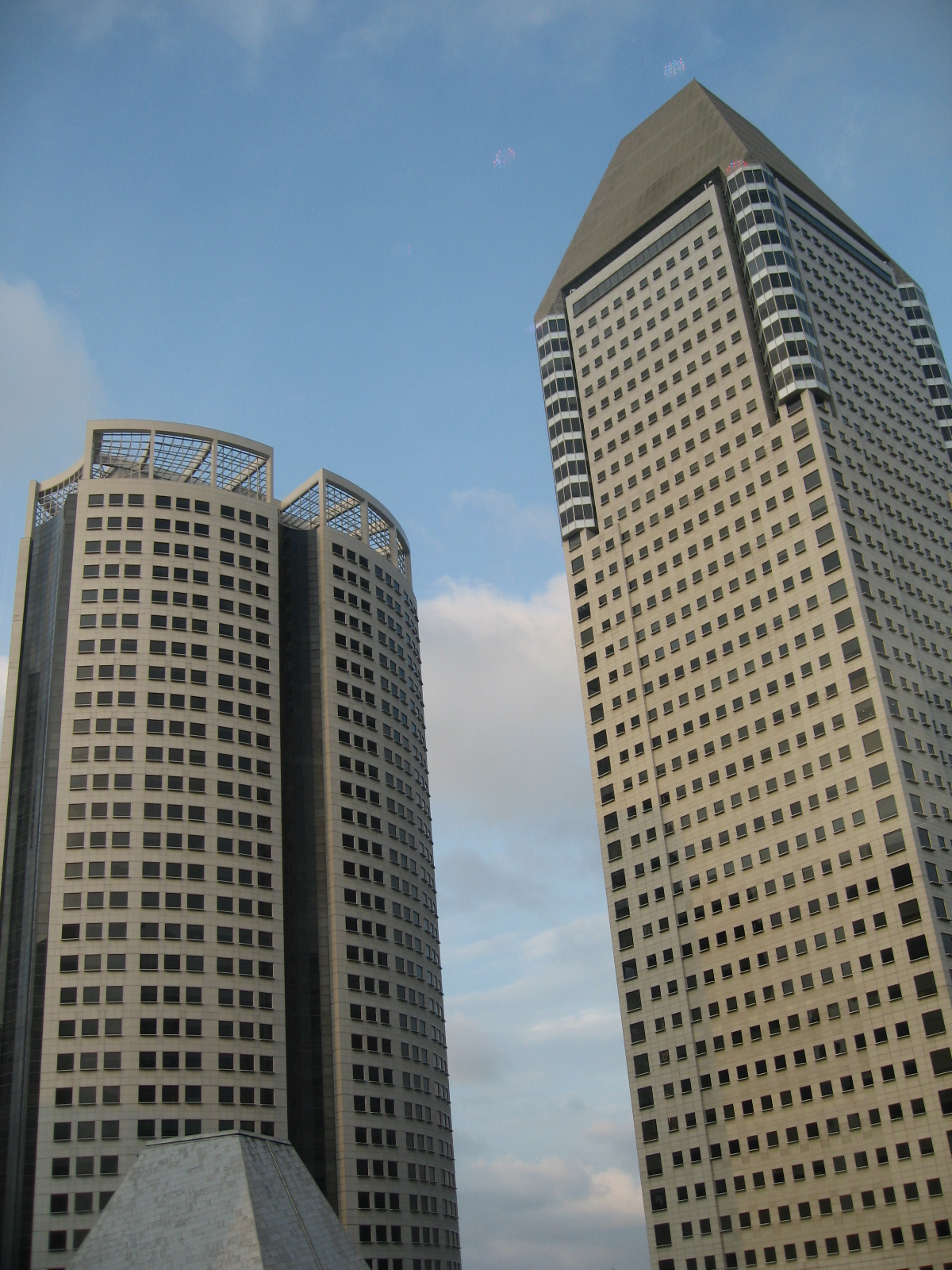
Ambaixada d'Angola al Centennial Tower de Singapur.

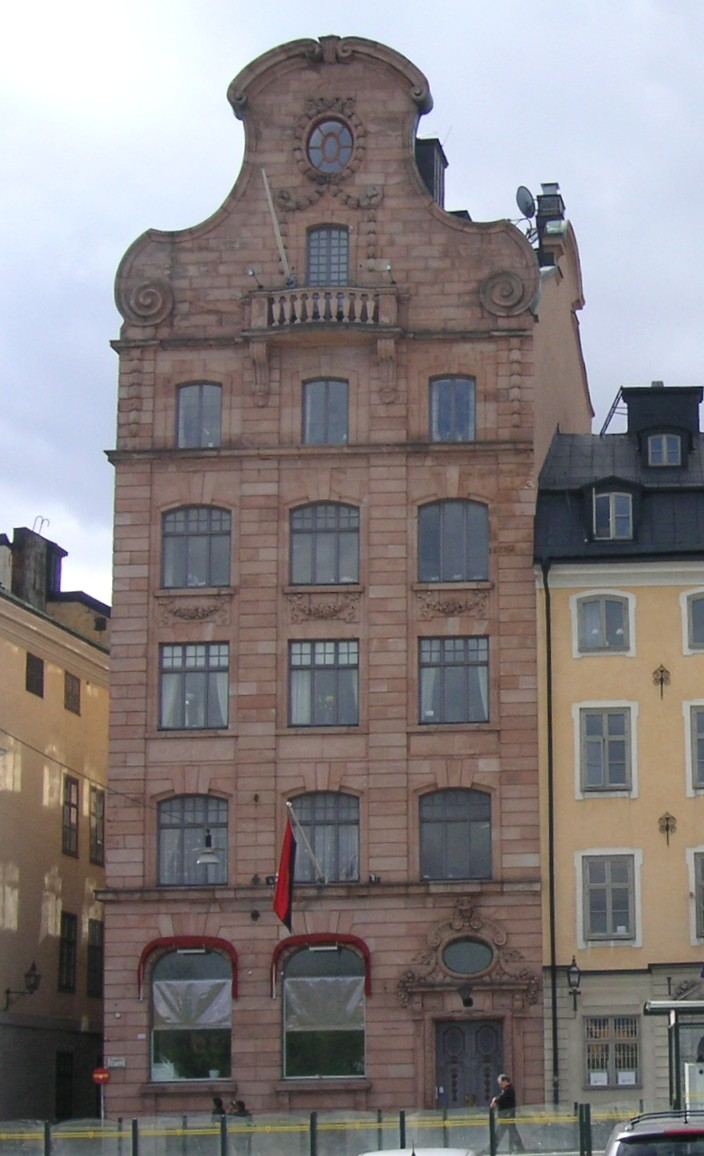
Ambaixada d'Angola a Estocolm

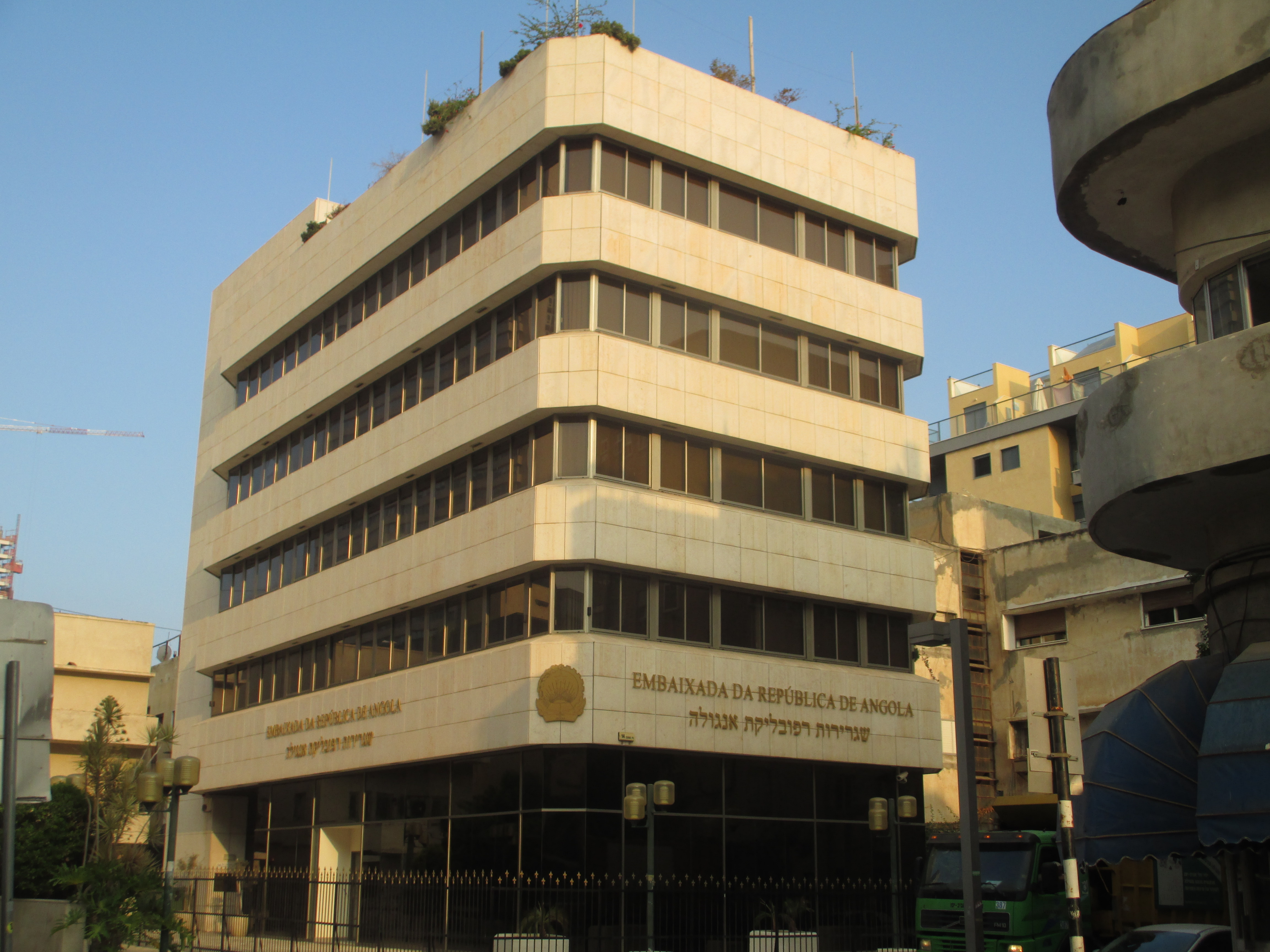
Ambaixada d'Angola a Tel-Aviv

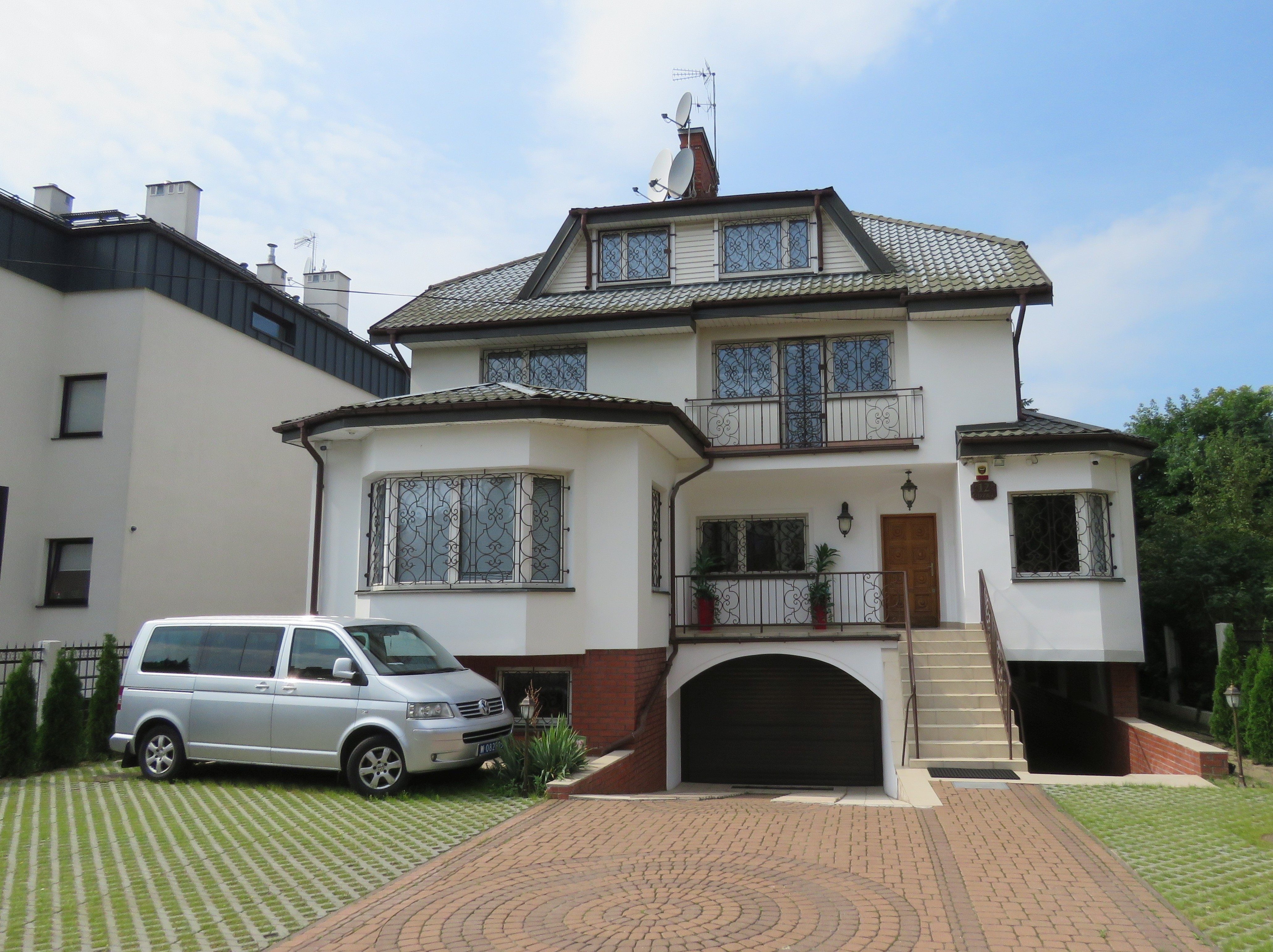
Ambaixada d'Angola a Varsòvia

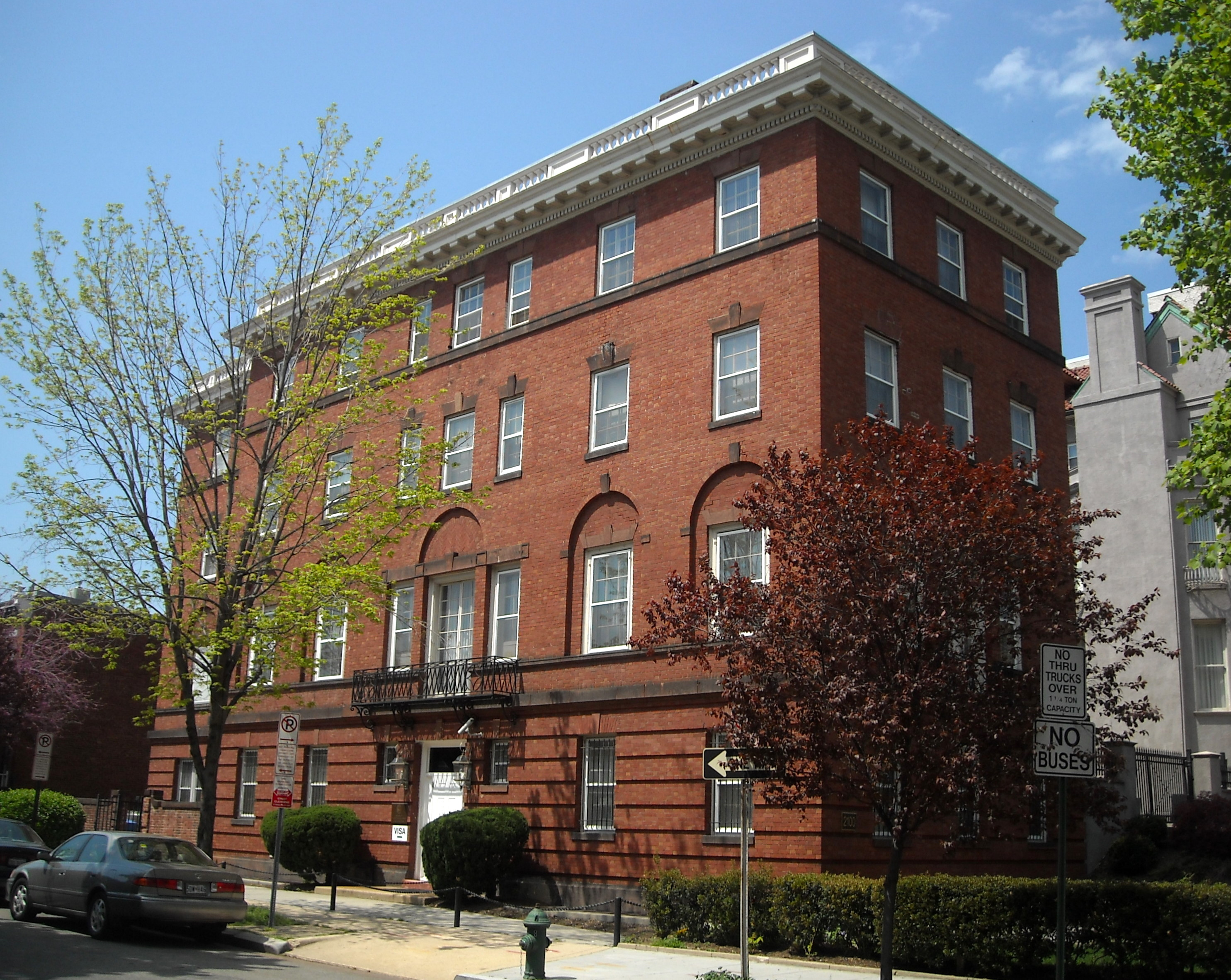
Ambaixada d'Angola a Washington, D.C.

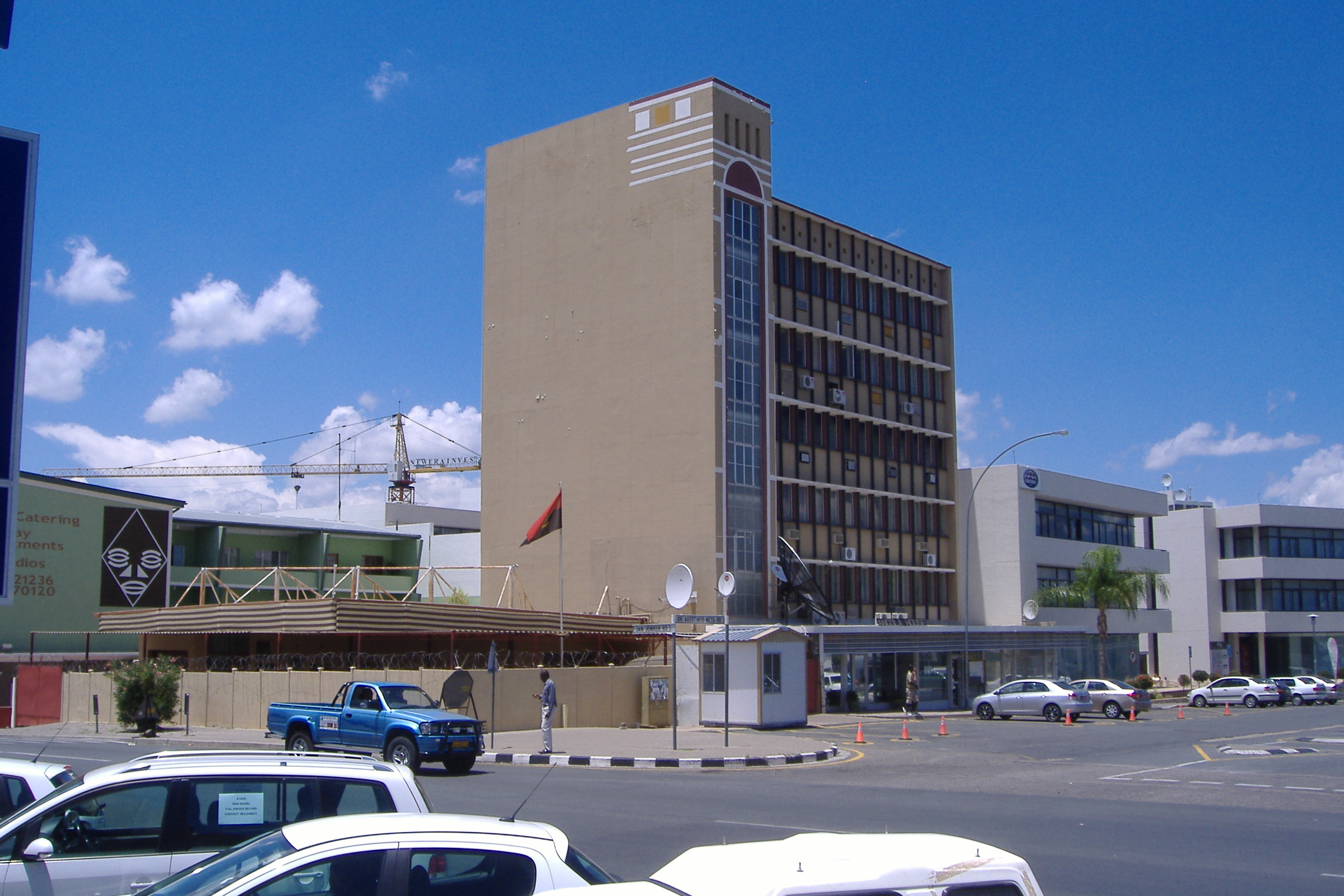
Ambaixada d'Angola a Windhoek

- República Democràtica del Congo
  - Kinshasa (Ambaixada)
- Egipte
  - El Caire (Ambaixada)
- Guinea Equatorial
  - Malabo (Ambaixada)
- Etiòpia
  - Addis Abeba (Ambaixada)
- Gabon
  - Libreville (Ambaixada)
- Ghana
  - Accra (Ambaixada)
- Guinea-Bissau
  - Bissau (Ambaixada)
- Kenya
  - Nairobi (Ambaixada)
- Marroc
  - Rabat (Ambaixada)
- Moçambic
  - Maputo (Ambaixada)
- Namíbia
  - Windhoek (Ambaixada)
- Nigèria
  - Abuja (Ambaixada)
- Ruanda
  - Kigali (Ambaixada)
- São Tomé i Príncipe
  - São Tomé (Ambaixada)
- Senegal
  - Dakar (Ambaixada)
- Sud-àfrica
  - Pretòria (Ambaixada)
  - Ciutat del Cap (Consolat general)
  - Durban (Consolat general)
  - Johannesburg (Consolat general)
- Tanzània
  - Dar es Salaam (Ambaixada)
- Togo
  - Lomé (Ambaixada)
- Zàmbia
  - Lusaka (Ambaixada)
- Zimbabwe
  - Harare (Ambaixada)

## Amèrica
- Argentina
  - Buenos Aires (Ambaixada)
- Brasil
  - Brasília (Ambaixada)
  - Rio de Janeiro (Consolat general)
- Canadà
  - Ottawa (Ambaixada)
- Cuba
  - l'Havana (Ambaixada)
- Mèxic
  - Ciutat de Mèxic (Ambaixada)
- Estats Units
  - Washington, D.C. (Ambaixada)
  - Houston (Consolat general)
  - Nova York (Consolat general)
- Veneçuela
  - Caracas (Consolat general)

## Europa
- Àustria
  - Viena (Ambaixada)
- Bèlgica
  - Brussel·les (Ambaixada)
- França
  - París (Ambaixada)
- Alemanya
  - Berlín (Ambaixada)
  - Frankfurt (Consolat general)
- Grècia
  - Atenes (Ambaixada)
- Ciutat del Vaticà
  - Ciutat del Vaticà (Ambaixada)
- Hongria
  - Budapest (Ambaixada)
- Itàlia
  - Roma (Ambaixada)
- Països Baixos
  - La Haia (Ambaixada)
  - Rotterdam (Consolat general)
- Polònia
  - Varsòvia (Ambaixada)
- Portugal
  - Lisboa (Ambaixada)
  - Faro (Consolat general)
  - Porto (Consolat general)
- Rússia
  - Moscou (Ambaixada)
- Sèrbia
  - Belgrad (Ambaixada)
- Espanya
  - Madrid (Ambaixada)
- Suècia
  - Estocolm (Ambaixada)
- Suïssa
  - Berna (Ambaixada)
- Regne Unit
  - Londres (Ambaixada)

## Àsia
- R.P. de la Xina
  - Pequín (Ambaixada)
  - Macau (Consolat general)
- Índia
  - Nova Delhi (Ambaixada)
- Israel
  - Tel-Aviv (Ambaixada)
- Japó
  - Tòquio (Ambaixada)
- República de Corea
  - Seül (Ambaixada)
- Filipines
  - Manila (Ambaixada)
- Singapur
  - Singapur (Ambaixada)
- Turquia
  - Ankara (Ambaixada)
- Emirats Àrabs Units
  - Abu Dhabi (Ambaixada)
- Vietnam
  - Hanoi (Ambaixada)

## Organitzacions multilaterals
- Unió Africana
  - Addis Abeba (Missió Permanent de la Unió Africana)
- Comunitat de Països de Llengua Portuguesa
  - Lisboa (Missió a la Comunitat de Països de Llengua Portuguesa)
- UNESCO
  - París (Missió Permanent a la UNESCO)
- Unió Europea
  - Brussel·les (Missió a la Unió Europea)
- Nacions Unides
  - Ginebra (Missió permanent a les Nacions Unides i organitzacions internacionals)
  - Nova York (Missió permanent a les Nacions Unides)